# Standing Hampton
Standing Hampton es el sexto álbum de estudio de Sammy Hagar y su primer álbum con Geffen Records. Fue su primer producción discográfica en convertirse en disco de platino, y cinco de sus sencillos ingresaron en las listas de éxitos estadounidenses.

## Lista de canciones
1. "I'll Fall in Love Again" (Sammy Hagar) - 4:15
2. "There's Only One Way to Rock" (Hagar) - 4:15
3. "Baby's on Fire" (Hagar) - 3:34
4. "Can't Get Loose" (Hagar) - 5:39
5. "Heavy Metal" (Hagar, Jim Peterik) - 3:51
6. "Baby, It's You" (Hagar) - 4:46
7. "Surrender" (Chas Sanford) - 3:14
8. "Inside Lookin' In" (Hagar) - 4:26
9. "Sweet Hitchhiker" (Hagar, David Lauser) - 4:10
10. "Piece of My Heart" (Bert Berns, Jerry Ragovoy) - 3:58

## Listas
| Año  | Lista                        | Posición |
| ---- | ---------------------------- | -------- |
| 1982 | Canadá                       | 39       |
| 1982 | UK Albums Chart              | 84       |
| 1982 | Estados Unidos Billboard 200 | 28       |

## Créditos
- Sammy Hagar: voz, guitarra
- Gary Pihl: guitarra
- Bill Church: bajo
- David Lauser: batería